# 클라우스 마리아 브란다워
클라우스 마리아 브란다워(독일어: Klaus Maria Brandauer, 독일어 발음: [klaʊ̯s maˈʀiːa ˈbʀandaʊ̯ɐ] ( 듣기), 1943년 6월 22일~)는 오스트리아의 배우, 영화 감독이다. 본명은 클라우스 게오르크 슈텡(독일어: Klaus Georg Steng)이다.

## 작품 목록

### 영화
- 블랭크 (2013년)
- 바운더리 맨 (2012년)
- 조작 (2010년) - 우르스 라폴드 역
- 테트로 (2009년)
- 대디 (2003년)
- 펄라스카 (2002년)
- 검의 제왕 (2001년)
- 도로시 댄드리지 (1999년) - 오토 플레밍거 역
- 렘브란트 (1999년)
- 펠리대 (1994년)
- 마리오와 마법사 (1994년)
- 꼴레뜨 (1991년)
- 늑대 개 (1991년) - 알렉스 역
- 러시아 하우스 (1990년)
- 위기의 7분 (1989년)
- 프랑스 대혁명 (1989년)
- 하누센 (1988년)
- 타버린 비밀 (1988년)
- 황금의 거리 (1986년)
- 등대선 (1985년)
- 레들 대령 (1985년)
- 아웃 오브 아프리카 (1985년)
- 쿼바디스 (1984년)
- 007 네버 세이 네버 어게인 (1983년) - 맥시밀리언 라고 역
- 메피스토 (1981년)
- 짤즈버그 커넥션 (1972년)